# Gangotriglaciären
Gangotri Glacier är en glaciär i Indien, på gränsen till Kina. Den ligger i den norra delen av landet, 300 km nordost om huvudstaden New Delhi. Gangotri Glacier ligger 6 104 meter över havet.
Terrängen runt Gangotri Glacier är huvudsakligen mycket bergig. Gangotri Glacier ligger uppe på en höjd. Runt Gangotri Glacier är det ganska tätbefolkat, med 54 invånare per kvadratkilometer. Närmaste större samhälle är Kedārnāth, 15,7 km sydväst om Gangotri Glacier. Trakten runt Gangotri Glacier är permanent täckt av is och snö.